# 高山縣 (日本)
高山縣（日语：〔〕／ Takayama-ken */?）是日本於1868年初為管轄原先幕府位於飛驒國的直屬領及旗本領地所設立的行政區劃，最初曾名為飛驒縣（日语：〔〕／ Hida-ken */?），其轄區分布於現在岐阜縣的北部，縣廳設在大野郡的高山陣屋（位於現在的高山市八軒町地區），在1871年底被整併至摩縣。

## 歷史
在江戶時代初期飛驒國曾屬於金森氏的飛驒高山藩，1692年幕府將金森氏轉封至上山藩後，飛驒國便改為幕府直屬領地，並設立飛驒郡代負責管理飛驒國。
19世紀末明治維新後，新政府最初一度由新設立的笠松裁判所負責管理飛驒國，但因為笠松裁判所的轄區太大，僅一個月後於5月23日在此設立飛驒縣負責管理位於飛驒國的原幕府直屬領，縣廳設於高山陣屋；十天後的6月2日，又以縣廳所在的高山陣屋將縣名更改為為高山縣。
1871年日本進行第一次府縣整併後，高山縣與位於信濃國、飛驒國的區域一同被整併至摩縣。

## 歴任知事
| 職稱       | 姓名     | 上任日期      | 卸任日期       | 備註         |
| ---------- | -------- | ------------- | -------------- | ------------ |
| 知事       | 梅村速水 | 1868年5月23日 | 1869年3月14日  | 前水戶藩藩士 |
| 知事       | 宮原積   | 1869年3月14日 | 1871年11月20日 | 前鳥取藩藩士 |
| 參考資料： |          |               |                |              |